# 長寿寺 (熊本市)
長寿寺（ちょうじゅじ）は、熊本県熊本市南区富合町木原にある天台宗の寺院。比叡山延暦寺の末寺。木原不動（木原不動尊）の通称で親しまれる。
千葉県成田市の成田山新勝寺（成田不動尊）、東京都目黒区の瀧泉寺（目黒不動尊）と並ぶ日本三大不動尊の１つ。九州三十六不動霊場第19番札所。
毎年2月28日の大祭には、修験者が素足でおき火の上を渡る「火渡り」や、煮えたぎった釜の熱湯の中に座る「湯立て」の荒行が行われ、数万人の参拝客でにぎわう。

## 歴史
延暦(782～806)年中、伝教大師最澄の開基と伝えられる。往時は、西国第一の談義所と言われる寺勢を誇った。
本尊は最澄が一刀三礼して刻んだと伝えられる不動明王立像。像の胎内には最澄真筆の法華経寿量品が奉蔵されているという。
仁平あるいは保元のころ、九州に下向し肥後に入った鎮西八郎為朝こと源為朝が木原山の要害に城館を築き、鬼門の方角に当るこの寺の不動尊を深く信仰したという。
文治年間には、源頼朝が堂宇を再興、寺領水田18町歩寺床8畝歩を寄進し祈願所とした。
天正に入り、キリシタンであった小西行長が肥後半国を領すると寺領没収の憂き目に遭うが、関ヶ原の戦いで行長が敗れた後は、行長の所領を引き継いだ加藤清正によって再興された。
明治維新の際、廃仏毀釈の影響で一時廃寺となったが、地方における著名の寺跡ということで、宇土の極楽寺圓海山惣持院を移して再興された。

## 「雁回山」の由来
寺の山号は雁回山（がんかいざん）といい、寺の後背地にある山（木原山）も雁回山と呼ばれている。
これは、この山に城館を設けた源為朝が、自慢の弓で山上を飛ぶ雁を射落としていたので、雁が山を迂回して飛ぶようになったとの伝説による。

## 「水引不動」の由来
本尊の不動明王立像は「水引不動」と呼び習わされている。
かつて、大旱魃のため山下の田が干上がり、里人が難渋していた。里人が本尊の不動明王に祈ると、その後、不思議なことに田の中に水が引き上げられており、不動尊の足には泥水の痕が付いていたという伝説による。

## 境内
境内の広さは約6600平方メートルに及ぶ。
- 仁王門 - 丈九尺余の仁王像2体
- 本堂 - 宇土藩第5代藩主・細川興文（月翁）が揮毫した「雁回山」の額が掛かる
- 観音堂 - 2体の観世音菩薩像(立像,坐像)を安置
- 大師堂
- 源為朝廟所
- 鐘堂
- 庫裏
- 小書院
- 伝教大師石像
- 豪潮律師建立の宝篋印塔
- 一の滝 - 滝行場
- 二の滝 - 滝行場
- 三の滝 - 滝行場
- 御手洗ノ池 - 「不動ノ御手洗」といい、弁財天を祀り、池の魚を採れば必ず祟りがあるという[4]。
- 奥の院 - 為朝の城跡にあるという。阿弥陀如来、観世音菩薩、勢至菩薩、不動明王、毘沙門天を安置。

## 行事
- 1月1～3日　修正会
- 2月3日　節分会（豆まき）
- 2月28日　春季大祭（火渡り・湯立大荒行）
- 5月28日　夏季大祭
- 10月28日　秋季大祭
- 12月28日　納め不動祈願祭
- 毎月28日　例祭（縁日） - 普段は厨子の中に安置されている本尊が開帳される

## 御詠歌
- 永き世に業魔を降す破邪の剣 木原不動の功徳あらたか

## 所在地
- 熊本県熊本市南区富合町木原2040

## 交通
- 熊本桜町バスターミナルより熊本バス城南経由宇土駅行きに乗車し「木原不動前」バス停より徒歩5分（380m）
  - 2月28日の大祭には臨時バスを運行
- JR九州鹿児島本線 宇土駅よりタクシーで10分
- 九州自動車道 城南スマートインターチェンジより3.8㎞、 松橋インターチェンジより9㎞